# Platystomatidae
De Platystomatidae zijn een familie uit de orde van de tweevleugeligen (Diptera), onderorde vliegen (Brachycera). Wereldwijd omvat deze familie zo'n 128 genera en 1164 soorten.

## In Nederland waargenomen soorten
- Platystoma seminationis
- Rivellia syngenesiae